# Video Graphics Array

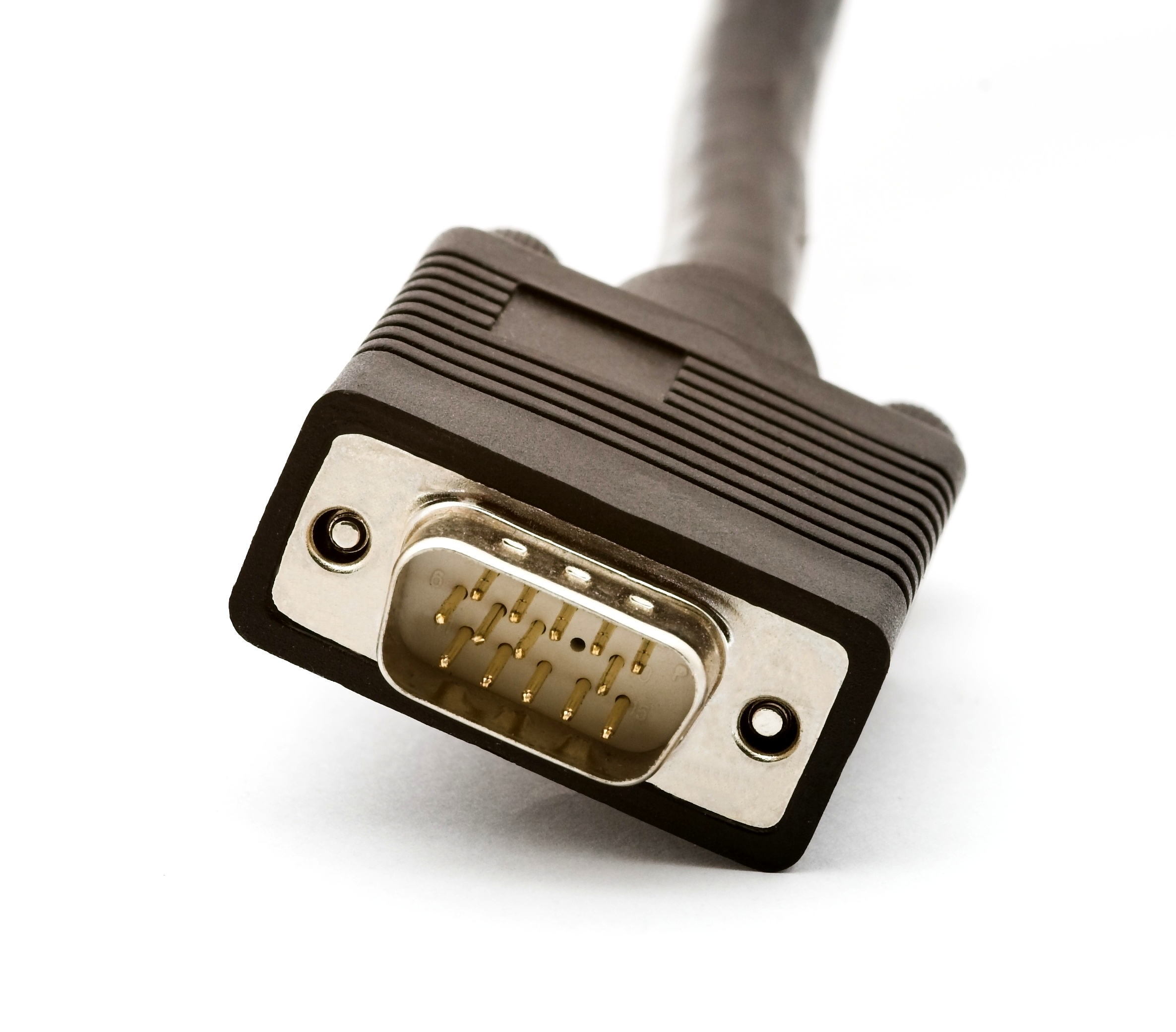
En VGA-kontakt (hane)

Video Graphics Array (VGA) är en grafikstandard för persondatorer som började marknadsföras av IBM 1987. Genom sin stora spridning har VGA kommit att stå för dels en standard för analoga datorskärmar, dels en standard för själva anslutningskontakten och slutligen även en standard för datorgrafiken i sig. VGA ingår i en familj tillsammans med tidigare grafikstandarder som den till stor del är bakåtkompatibel med. VGA kan ses som en förbättring av sina föregångare EGA (Enhanced Graphics Adapter) och CGA (Color Graphics Adapter). MCGA, även den framtagen av IBM, var liknande, bortsett från att den använde enklare hårdvara.
SVGA är en utökning av VGA, och är en standard från VESA i stället för IBM.
VGA har ”array” istället för ”adapter” i namnet för att hårdvaran i början hade formen av en gate array-krets. Detta ersatte Motorolas krets 6845 och ett fullångt ISA-kretskort fyllt av diskreta komponenter som behövdes för MDA, CGA och EGA. En fördel var att kretsen kunde placeras direkt på moderkortet på en IBM PC eller kompatibel klon utan några större besvär. (Kretsen krävde endast videominne, oscillator och en extern DAC.) De första modellerna av PS/2 från IBM var utrustade med VGA på moderkortet.
Som brukligt med det mesta av IBM:s hårdvara blev VGA mycket kopierat av andra tillverkare. Medan VGA som standard i sin originalform har varit övertalig under en längre tid, var det den sista IBM-standarden som majoriteten av PC-klonernas tillverkare valde att följa. Detta gör att det är den enda standarden för grafik som man kan lita på att finnas där på den nuvarande PC-arkitekturen. VGA fick rent tekniskt en efterföljare i IBM:s standard XGA, men praktiskt blev den ersatt av alla de förbättringar till VGA som kom att bli kända som SVGA.
VGA förblir fortfarande en betydelsefull grafikstandard. Den är den lägsta gemensamma nämnaren för alla grafikkort, och kan därför användas innan en enhetsspecifik drivrutin laddas i operativsystemet. På windowsmaskiner kan detta ses när Windows startas. När texten ”Microsoft Windows” dyker upp så arbetar datorn fortfarande i VGA-läge. Detta är skälet till att denna skärmbild ses i en reducerad form vad gäller färgdjup och upplösning jämfört med den bild som dyker upp när drivrutinen laddats.

## Tekniska detaljer
VGA-standarden är som följer:
- 256 KiB video-RAM
- 16 och 256 färgers läge: planar mode respektive packed-pixel mode (läge 13h)
- 262 144 (218): sex bit vardera (64 värden) för röd, grön och blå färgpalett
- Valbar klockning på 25 MHz eller 28 MHz
- Maximalt 720 pixel i horisontell upplösning
- Maximalt 480 linjer
- Uppdateringsintervall upp till 70 Hz
- Hårdvarustöd för mjuk rullning
- Visst stöd för ”Raster Ops”
- Barrel shifter
- Stöd för split screen
- Visning av separata teckensnitt.

Standardiserade upplösningar är:
- 640 × 480 med 16 färger
- 640 × 350 med 16 färger
- 320 × 200 med 16 färger
- 320 × 200 med 256 färger (läge 13h).

Förutom dessa upplösningar så stödjer VGA många av sina föregångares upplösningar.
Uttrycket ”VGA” används ofta även för att referera till en upplösning om 640 × 480 pixel, oavsett vilken hårdvara det är som skapar bilden. För inbyggda system så existerar det QVGA (320 × 240) och QQVGA (160 × 120).
En XVGA-skärm har upplösningen 1024 × 768 pixel med 256 färger. IBM kallar detta grafikläge för ”8514” efter modellnumret på företagets första bildskärm som var kapabel till att visa denna upplösning.

### VGA-kontakten

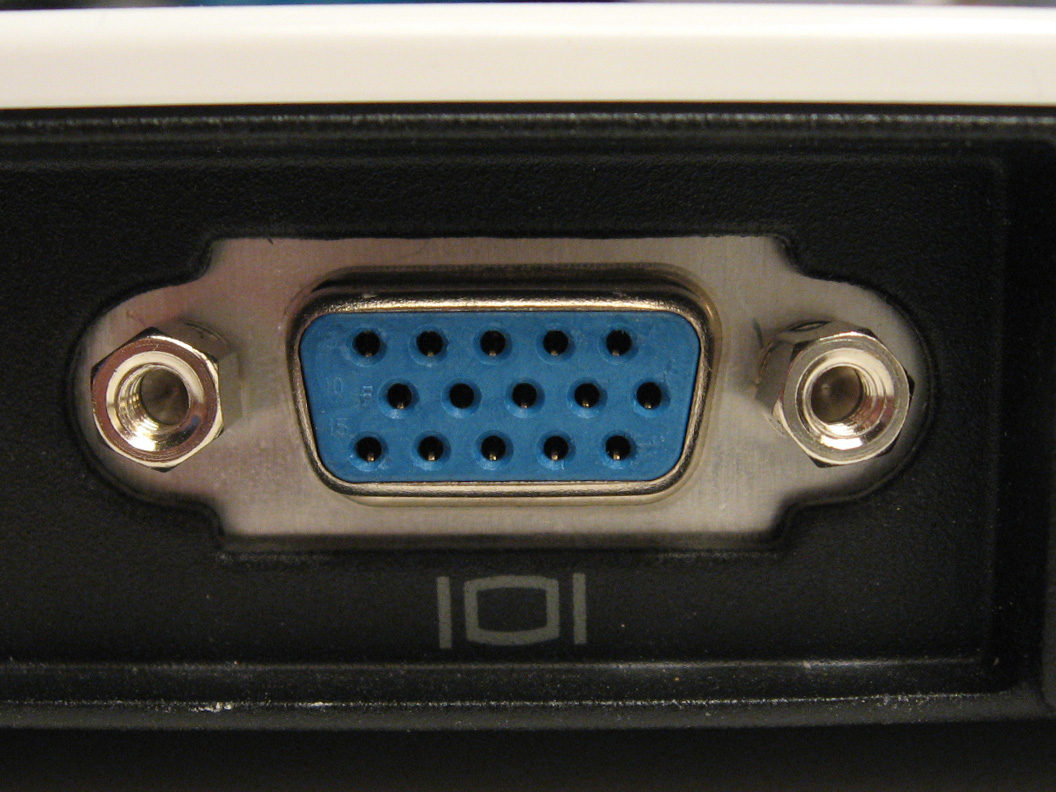
VGA-porten (honan) på grafikkortet eller på skärmen.

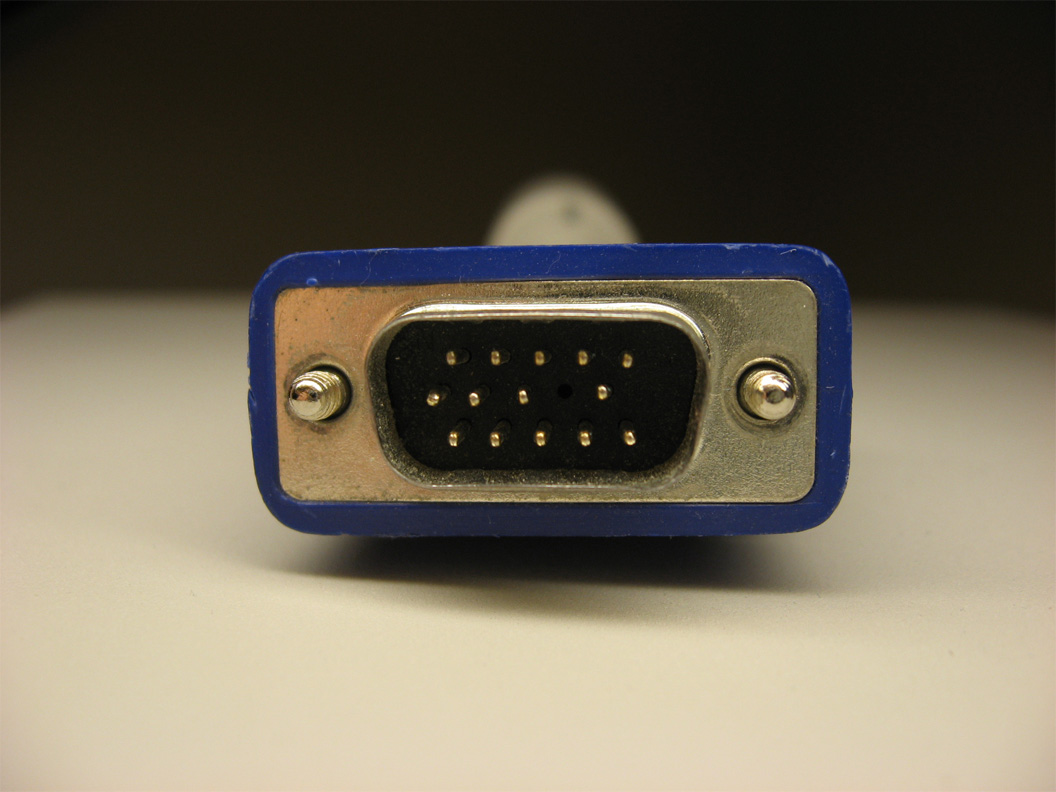
VGA-kontakten (hanen) på sladden.

VGA ansluts normalt med en kontakt som heter Mini-D-Sub-15 och stiftens funktion är:
| Stift | Namn  | Beskrivning                            | Impedans | Nivå      |
| ----- | ----- | -------------------------------------- | -------- | --------- |
| 1     | RED   | Röd video                              | 75 Ω     | 0,7 V p-p |
| 2     | GREEN | Grön video                             | 75 Ω     | 0,7 V p-p |
| 3     | BLUE  | Blå video                              | 75 Ω     | 0,7 V p-p |
| 4     | RES   | Reserverad                             |          |           |
| 5     | GND   | Gemensam jord                          |          |           |
| 6     | RGND  | Röd jord                               |          |           |
| 7     | GGND  | Grön jord                              |          |           |
| 8     | BGND  | Blå jord                               |          |           |
| 9     | +5V   | +5 VDC                                 |          |           |
| 10    | SGND  | Synkroniseringsjord                    |          |           |
| 11    | ID0   | Skärm-ID Bit 0 (tillval)               |          |           |
| 12    | SDA   | DDC Serial Data Line                   |          |           |
| 13    | HSYNC | Horisontal synkronisering              |          |           |
| 13    | CSYNC | Kompositsynkronisering (alt. funktion) |          |           |
| 14    | VSYNC | Vertikal Synkronisering                |          |           |
| 15    | SCL   | DDC Data Clock Line                    |          |           |

## Olika VGA-besläktade upplösningar
Jämförelse mellan olika upplösningar. De fem färgerna representerar varsitt bildformat.